# 마르틴 로프트
마르틴 로프트(Martin Loft, 1965년 2월 18일 ~ )는 덴마크의 가수이다. 유로비전 송 콘테스트 1996에서 도르테 안데르센과 함께 덴마크 대표로 참가했다.